# Mi chica descarada
Mi chica descarada (en hangul, 엽기적인 그녀) es una película de 2001 dirigida por Kwak Jae-yong. Protagonizada por Jun Ji Hyun y Cha Tae-hyun.
La película fue muy exitosa en Corea del Sur y fue la comedia coreana más recaudadora de todos los tiempos. Cuando la película fue estrenada en Asia, se convirtió en un éxito en toda la región, desde Japón, China, Taiwán, Hong Kong, como también Asia del Sur, hasta el punto que la comparaban con Titanic.
Se hizo una adaptación estadounidense, protagonizada por Jesse Bradford y Elisha Cuthbert, y dirigida por Yann Samuell, estrenada en 2008.

## Resumen
Basada en una serie de historias verdaderas por Kim Ho-sik en Internet describiendo su relación con su novia.
La historia comienza con Gyeon-Woo esperando a la chica bajo un árbol donde prometieron encontrarse después de 2 años.
La primera mitad, desarrolla la historia desde su primer encuentro, él está tomándose una foto y en ese momento llama su madre pidiéndole que visite a su tía ya que ella le quiere presentar a una chica, él hace caso omiso y se va a beber con unos amigos. Cuando se dirige a casa, él va a la estación de tren y ve a una mujer balanceándose (próxima a caer) en el lugar que se estaciona el tren y la ayuda para que no caiga. Ya dentro del tren ve cómo con su fría actitud (pese a que está borracha) hace que un joven le dé su asiento a un adulto mayor, poco después vomita sobre este y antes de caer mira a Gyeon-Woo y le dice “cariño”. El adulto mayor cree que él es su novio y le pide ayuda para limpiarse, Gyeon-Woo le ofrece dinero al anciano para que lleve sus prendas a la tintorería, pero éste lo rechaza y le dice que mejor se haga cargo de ella.
Al principio él cree que es mejor dejarla en la estación, así que la deja en un banco de esta, pero luego se arrepiente y se devuelve por ella. Va un motel llamado Uk –Su y mientras esta bañándose, suena el teléfono celular de ella, así que él sale y contesta diciendo su ubicación, pero la persona que llamó cuelga, así que Gyeon-Woo decide terminar de bañarse rápido e irse. Cuando termina su baño tiene que salir por una toalla y en ese momento llega la policía y lo arresta creyendo que le estaba haciendo algo a la chica. Al siguiente día Gyeon-Woo es liberado, llega a su casa y es recibido por su madre, quien le da una golpiza por no haber ido a visitar a su tía. A la mañana siguiente, él recibe una llamada de la chica quien le pide que se vean en la estación de Bupyung. A su encuentro, él le cuenta lo que sucedió el día anterior, ella duda creerle pero aun así decide ir a tomar junto a él unos tragos en un bar, estando allí ella le cuenta que el día anterior ella había terminado con su novio y cae de nuevo por la borrachera así que Gyeon-Woo  la lleva al mismo motel.
Días después muestran Gyeon-Woo en clase, ella llega repentinamente y por medio de una mentira, logra que lo dejen salir. Se dirigen a un parque, allí ella le pide que lea una de sus sinopsis (como ella les llama a los guiones que realiza), sin embargo el cree que el final que ella le da a su historia, no es el indicado.
Estando en casa, Gyeon-Woo recibe un correo electrónico de la chica recordándole que su cumpleaños será dentro de dos días y si él no quiere morir más le vale que lo recuerde; inmediatamente él decide que ese día la llevaría al parque de diversiones en la noche y al final de la velada sonaría la canción de cumpleaños y el parque estaría iluminado con ayuda de fuegos artificiales. De acuerdo a su plan, el día indicado la lleva al parque de diversiones sin percatarse que allí se estaba escondiendo un militar que había escapado de su base con el fin de encontrar a su exnovia y matarla por haberlo abandonado, sin embargo la chica lo hace reflexionar y el soldado es llevado por la milicia. Sin embargo el cumpleaños de la chica ya se había arruinado.
A partir de este momento se desarrolla la segunda mitad. Días después muestran a la pareja caminando por un parque, ella viste un poco elegante y está usando unos zapatos altos, deciden sentarse y ella le propone a él que intercambien sus zapatos, sin embargo él no está dispuesto a aceptar y ante su negativa la chica trata de irse pero Gyeon-Woo decide hacerle caso e intercambian de zapatos. Las personas que van caminando a su alrededor los miran de manera extraña, sin embargo ella luce muy feliz y hace que él la siga por donde ella camina. Al final del día cae un fuerte aguacero, y Gyeon-Woo la lleva a su casa, ella le ofrece esperar un momento mientras busca un paraguas, pero él le dice que no es necesario y decide irse, no mucho después se da cuenta de que él tiene su bolso, así que decide ir a entregárselo, allí Gyeon-Woo conoce a los padres de ella. Cuando está saliendo, alcanza a escuchar que la madre de la chica no está muy contenta con la relación que ellos tienen y cree que Gyeon-Woo es un tonto que no tendrá futuro, sin embargo ella lo defiende y trata que su madre no se meta en su vida.
Pasados varios días ella lo llama para recordarle que pronto cumplirán 100 días de estar juntos, así que le pide que ese día vaya con una rosa roja a su clase y que lleve su antiguo uniforme de colegio. Gyeon-Woo le hace caso, le entrega la rosa enfrente de toda la clase y más tarde los dos usan su antiguo uniforme de colegio y visitan algunos bares en la ciudad; ella como siempre cae borracha rápidamente y él decide llevarla a su casa, estando ahí, su padre le pide que no se acerque más a su hija. Pasado esto, ella no lo llama durante un largo periodo de tiempo, y un día él decide salir con una chica y estando en el bar con ella, la chica lo llama y le pide que se dirija a un lugar donde ella tiene una cita a ciega con un hombre.
Cuando Gyeon-Woo llega al lugar solicitado, la chica se dirige un momento al baño, mientras tanto él habla con el hombre y le menciona 10 cosas que debe hacer para tratar con ella, luego se va. Cuando la chica regresa no lo ve y pregunta por él; su cita le dice que se ha ido así que ella sale corriendo en su busca, cuando llega a la estación de tren, lo llama por alta voz y él llega a la oficina, estando allí él le da un abrazo, pero luego de un momento a otro ella se separa y le da un golpe por abrazarla.
Al siguiente día se dirigen a una montaña, y a la sombra de un árbol entierran una “cápsula del tiempo” donde guardan dos cartas escritas para cada uno y hacen la promesa de verse dentro de dos años para abrir la “cápsula del tiempo” juntos. Deciden separarse y la chica se va en el tren.
En la parte final (prórroga), Gyeon-Woo narra lo que hizo durante esos dos años, él quería que ella encontrara a un buen hombre en el futuro, un hombre que no había desperdiciado su tiempo. Comenzó a escribir las historias que había vivido con ella en internet las llamó “my sassy girl” un día un Shin Cine vio su guion y le propuso hacer una película, él aceptó. 
Cuando llegó el día del encuentro, ella no llegó. Gyeon-Woo decide abrir la “cápsula del tiempo” y leer la carta que ella había escrito para él; en esta ella le explica el motivo por el cual estuvo tan apegada a él y como transcurrieron sus días haciendo que él hiciera lo que ella quería para así recordar a su novio que había fallecido unos años atrás. Gyeon-Woo sigue visitando el lugar más seguido, y pasados tres años desde su promesa, ella regresa al lugar y lee la respectiva carta; trata de contactarlo pero no le es posible.
Un día la chica se encuentra con la madre del que fue su novio, la señora quería hacía mucho tiempo presentarle a un hombre, para que ella saliera con él y pudiera olvidar a su hijo. El joven que llega para su sorpresa es Gyeon-Woo quien es el sobrino de la señora. Así es como ellos se vuelven a encontrar dando fin a la película.

## Elenco

### Personajes principales
- Cha Tae-hyun como Gyun Woo. (Estudia Ingeniería)
- Jun Ji Hyun como La Chica. (Desea ser guionista)
- Kim In Mun como el padre de Gyun Woo.
- Song Ok Sook como la madre de Gyun Woo.
- Han Jin Hie como el padre de La Chica.
- Yang Geum Seok como la tía de Gyun Woo.

### Personajes secundarios
- Go Min-si